# Kirche von Lummelunda

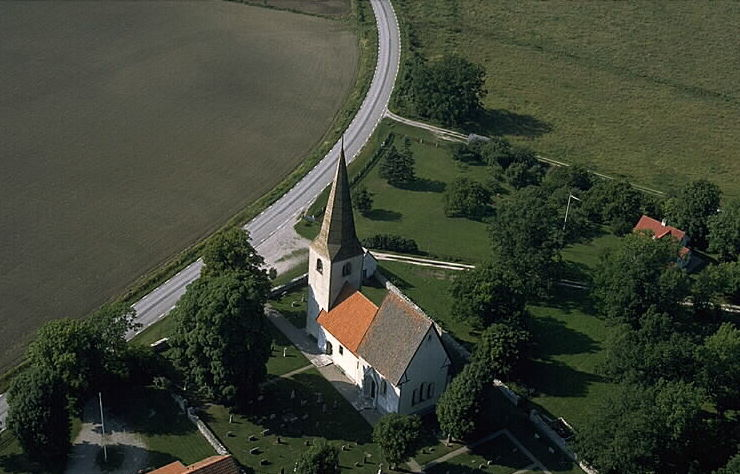
Kirche von Lummelunda

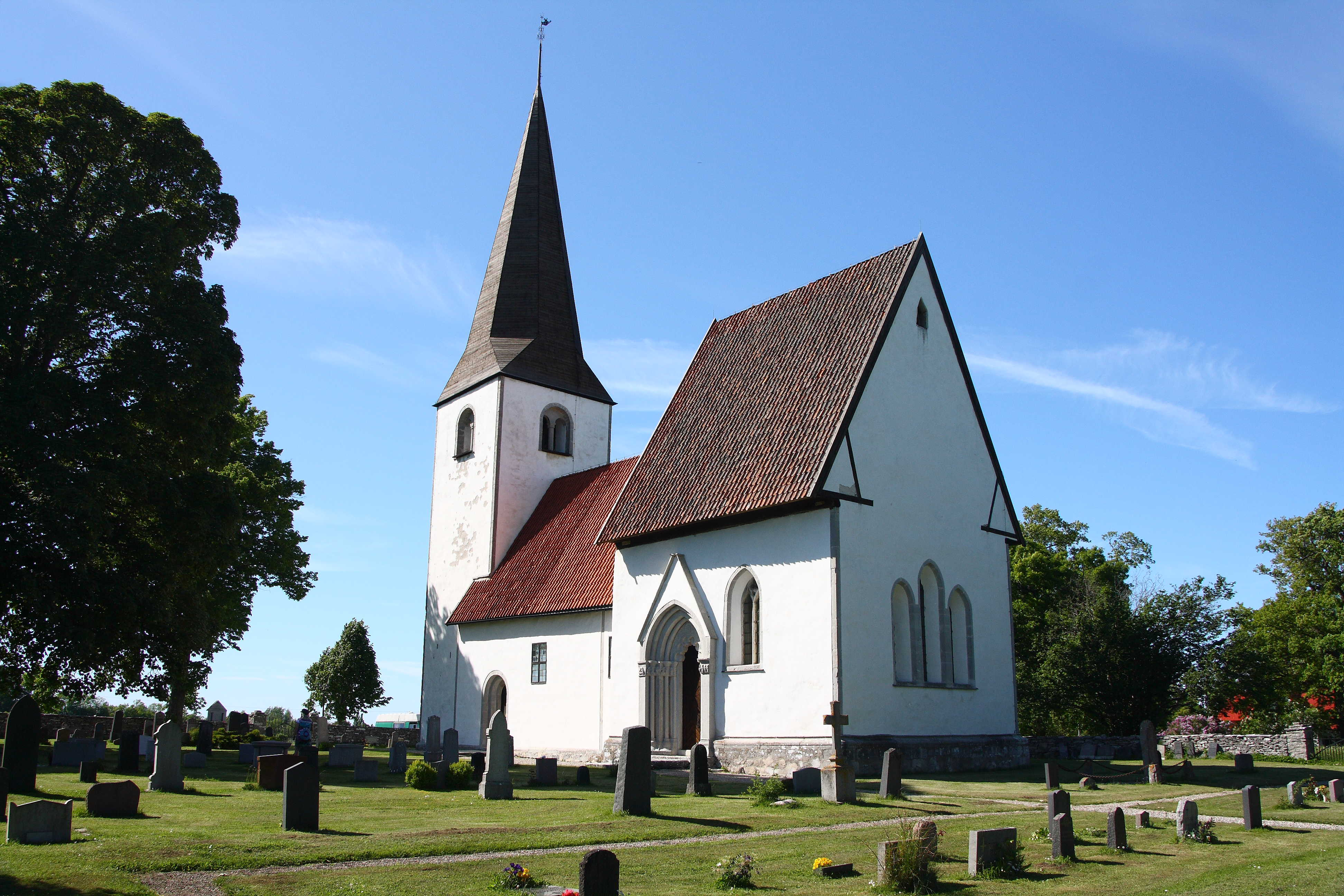
Kirche von Lummelunda

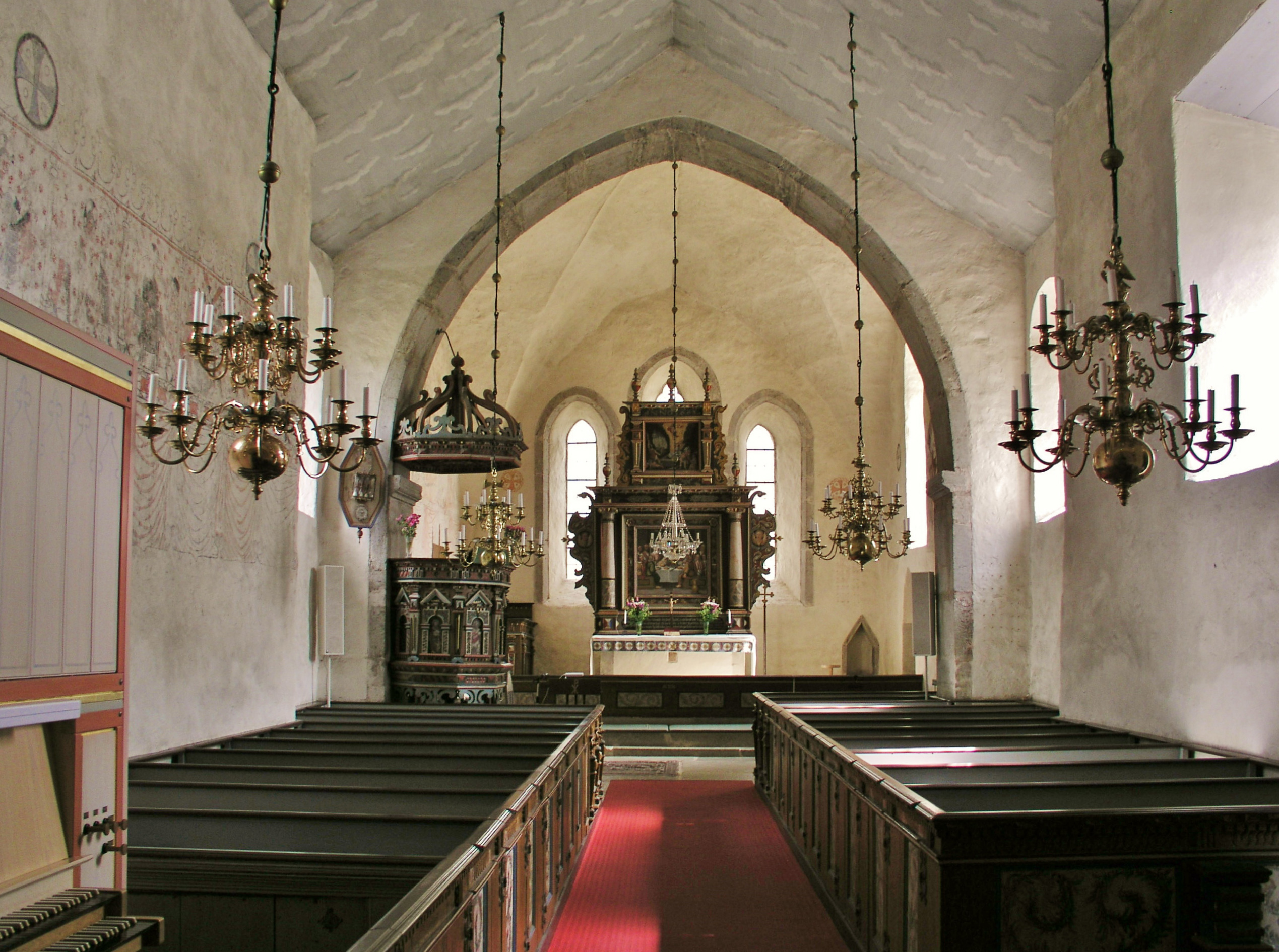
Blick in die Kirche

Die Kirche von Lummelunda ist eine Landkirche, die zur Kirchengemeinde (schwed. församling) Stenkyrka auf der schwedischen Insel Gotland gehört. Sie liegt im Ort und im Kirchspiel (schwedisch socken) Lummelunda, 18 km nördlich von Visby in der Nähe der Westküste der Insel. Die Kirche wurde im 13. Jahrhundert eingeweiht.

## Kirchengebäude
Die Kirche wurde im Mittelalter aus Kalkstein gebaut. Sie besteht aus einem romanischen Langhaus, einem Kirchturm im Westen, einer Sakristei im Norden und einem großen gotischen Chor im Osten, der die Kirche zu einer Sattelkirche macht. Das Langhaus und der Turm wurden um 1200 errichtet, damals vielleicht noch mit einem kleineren Chor. Gegen Mitte des 14. Jahrhunderts wurde ein großer Umbau begonnen, durch den die ganze Kirche erneuert und vergrößert werden sollte; aber nur der Chor gelangte zur Ausführung. Die Datierung der Sakristei ist unklar, aber man nimmt an, dass sie spätestens 1739 fertiggestellt war. Die Turmspitze ist von 1636.
Die unterschiedlichen Bauepochen werden beim Südportal besonders deutlich: das romanische Rundbogenportal des Langhauses und das gotische Spitzbogenportal mit Skulpturen im Kapitellband. Die Fenster des Langhauses wurden im 17. Jahrhundert und im 19. Jahrhundert verändert. Die Gruppe aus drei Fenstern in der Ostmauer des Chores ist noch ursprünglich. Die früheste Änderung im Inneren fand gegen Ende des 13. Jahrhunderts statt, als der Turmbogen erweitert wurde und seine heutige Ausformung mit aufgemalten Ornamenten erhielt. Bei der vom Architekten Åke Porne durchgeführten Restaurierung 1960/1961 wurde eine westliche Empore entfernt und der Taufstein im Turmbogen platziert, dessen Malereien freigelegt wurden. Gleichzeitig erhielt das Langhaus sein verwinkeltes Betondach (mit Wolkendekor des Künstlers Harald Norrby 1989). Dieses ersetzte eine provisorische flache Holzdecke, die den spitzen Triumphbogen des Chores abschnitt. Der Chor ist durch ein Zeltgewölbe bedeckt, das mit seinen gekrümmten Diagonalen eine achtkantige Form hat. Die ältesten Kalkmalereien sind von 1250 und schmücken den Turmbogen. Kalkmalereien aus dem 15. Jahrhundert, die dem Passionsmeister zugeschrieben werden gibt es im Chor (Jüngstes Gericht) und im Langhaus.

## Inventar
- Der Taufstein unter dem Turmbogen ist aus dem 13. Jahrhundert.
- Eine Holzskulptur stammt etwa vom Jahr 1500.
- Die Altartafel ist von 1663 und hat die Einsetzung des Abendmahls als Hauptmotiv.
- Die Kanzel ist von 1664 und stellt auf Malereien die vier Evangelisten dar.
- Die heutige Orgel ist 1989 von Septim Orgel AB in Umeå gebaut worden.